# Clémence Royer
Clémence Royer (Nantes, 21 de abril de 1830 – Neuilly-sur-Seine, 6 de fevereiro de 1902) foi uma acadêmica francesa autodidata que lecionou e escreveu sobre economia, filosofia, ciência e feminismo. Ela é mais conhecida por sua controversa tradução francesa de 1862 de A Origem das Espécies, de Charles Darwin.

## Primeiros anos
Augustine-Clémence Audouard nasceu em 21 de abril de 1830 em Nantes, Bretanha, sendo filha única de Augustin-René Royer e Joséphine-Gabrielle Audouard. Quando seus pais se casaram sete anos depois, seu nome foi mudado para Clémence-Auguste Royer. Sua mãe era costureira de Nantes enquanto seu pai vinha de Le Mans e era capitão do exército e legitimista monarquista. Após o fracasso de uma rebelião em 1832 para restaurar a monarquia da Casa de Bourbon, a família foi forçada a fugir para a Suíça, onde passou quatro anos no exílio antes de retornar a Orleães. Lá, seu pai se entregou às autoridades e foi julgado por sua participação na rebelião, mas acabou sendo absolvido.
Royer foi alfabetizada principalmente por seus pais até os dez anos de idade, quando foi enviada para a escola do convento Sacré-Coeur em Le Mans. Ela se tornou muito devota, mas estava infeliz e passou pouco tempo na escola antes de continuar com seus estudos em casa. Aos treze anos, mudou-se com os pais para Paris. Quando adolescente, ela se destacou no bordado e gostava de ler peças de teatro e romances. Ela era ateia.
Seu pai se separou de sua mãe e voltou a morar em sua aldeia natal na Bretanha, deixando mãe e filha para morar em Paris. Ela tinha dezoito anos na época da revolução de 1848 e foi muito influenciada pelas ideias republicanas, abandonando as crenças políticas de seu pai. Quando seu pai morreu um ano depois, ela herdou uma pequena propriedade. Os próximos três anos de sua vida foram dedicados ao estudo autônomo, o que lhe permitiu obter diplomas em aritmética, francês e música, habilitando-a para trabalhar como professora em uma escola secundária.
Em janeiro de 1854, aos 23 anos, ela assumiu um cargo de professora em uma escola particular para meninas em Haverfordwest, no sul do País de Gales. Ela passou um ano lá antes de retornar à França na primavera de 1855, onde lecionou inicialmente em uma escola em Turene e, posteriormente, no final da primavera de 1856 em uma escola perto de Beauvais. De acordo com sua autobiografia, foi nesse período que ela começou a questionar seriamente sua fé católica. Ernest Renan chamou Royer de "quase um homem de gênio", refletindo o preconceito do século XIX de que uma mulher não poderia ser chamada de gênio.

## Lausana
Em junho de 1856, Royer abandonou a carreira de professora e mudou-se para Lausana, na Suíça, onde viveu com os rendimentos do pequeno legado que recebera de seu pai. Pegou livros emprestados na biblioteca pública e passou o tempo estudando, inicialmente sobre as origens do cristianismo e depois sobre diversos temas científicos.
Em 1858, inspirada por uma palestra pública dada pela romancista sueca Frederika Bremer, Royer deu uma série de quatro palestras sobre lógica que eram abertas apenas para mulheres. Essas palestras foram muito bem sucedidas. Por volta dessa época, ela começou a conhecer um grupo de livres pensadores e republicanos franceses exilados na cidade. Um deles foi Pascal Duprat, um ex-deputado francês que vive no exílio, que ensinou ciência política na Academia de Lausanne (mais tarde se chamaria universidade) e editou dois periódicos. Ele era quinze anos mais velho que Royer e se casou com um filho. Posteriormente, ele se tornaria seu amante e pai de seu filho.
Ela começou a ajudar Duprat com seu diário Le Nouvel Économiste e ele a encorajou a escrever. Ele também a ajudou a divulgar suas palestras. Quando ela começou outra série de palestras para mulheres, desta vez sobre filosofia natural no inverno de 1859-1860, a editora de Duprat, em Lausanne, publicou sua primeira palestra Introdução à filosofia das mulheres. Esta palestra fornece um registro inicial de seus pensamentos e suas atitudes em relação ao papel da mulher na sociedade. Duprat logo se mudou com sua família para Genebra, mas Royer continuou a escrever resenhas de livros para seu jornal e viveu em Genebra por um período durante o inverno de 1860-1861.
Em 1860, quando o cantão suíço de Vaud ofereceu um prêmio para o melhor ensaio sobre imposto de renda, Royer escreveu um livro descrevendo a história e a prática do imposto que recebeu o segundo prêmio. Seu livro foi publicado em 1862 com o título Théorie de l'impôt ou la dîme social. Incluiu uma discussão sobre o papel econômico das mulheres na sociedade e a obrigação das mulheres de produzirem filhos. Foi através deste livro que ela se tornou conhecida fora da Suíça.
Na primavera de 1861, Royer visitou Paris e deu uma série de palestras. Estas foram assistidas pela Condessa Marie d'Agoult, que compartilhava muitas das opiniões republicanas de Royer. As duas se tornaram amigas e começaram a se corresponder com Royer enviando longas cartas com artigos que ela havia escrito para o periódico acadêmico francês Journal des Économistes.

## Tradução deA Origem das Espécies

### Primeira edição

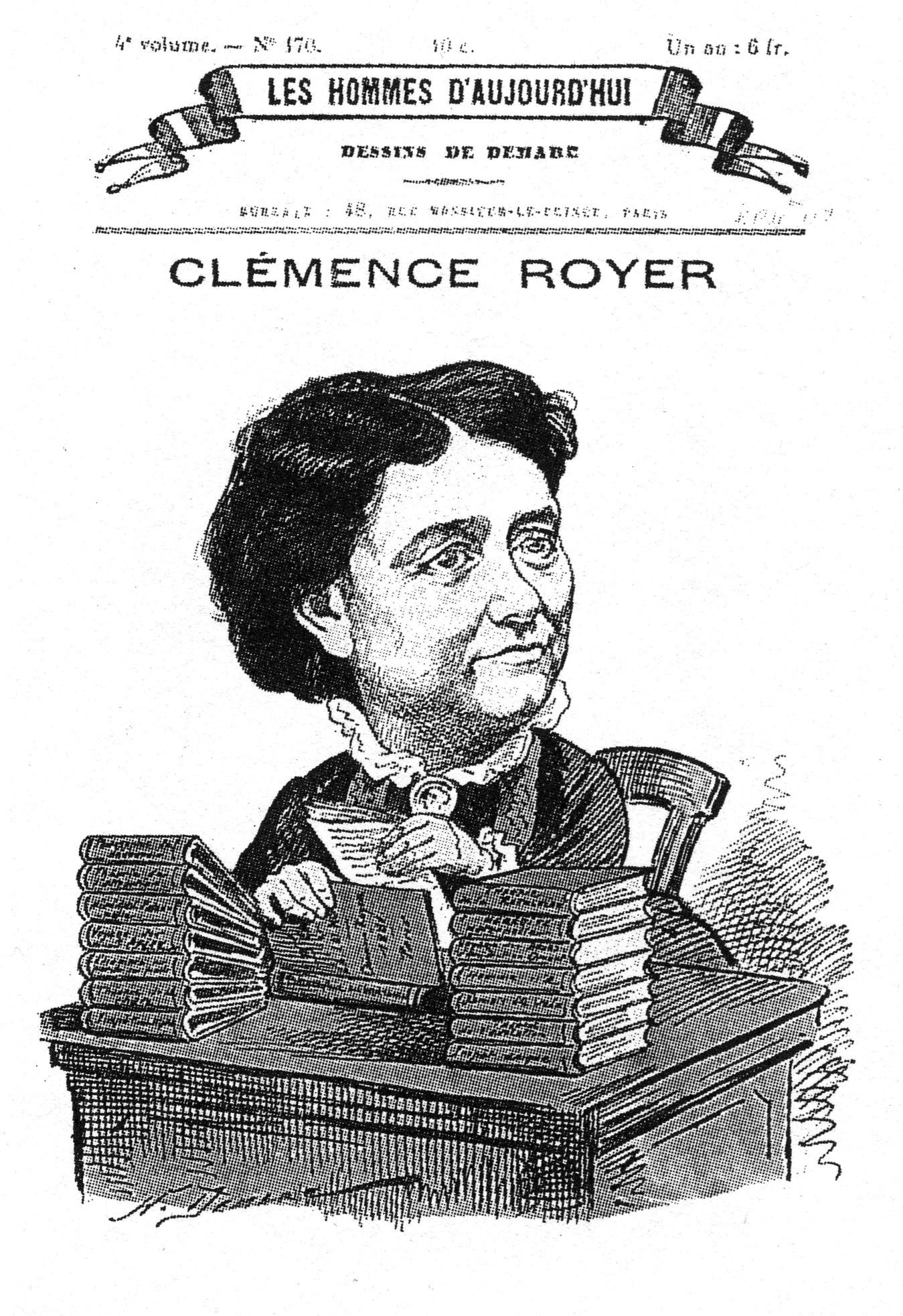
Caricatura de Clémence Royer em Les Hommes d'aujourd'hui, publicada em 1881

Não se sabe exatamente como foi feito o arranjo para que Royer traduzisse A Origem das Espécies, de Charles Darwin. Darwin estava ansioso para ter seu livro publicado em francês. Sua primeira escolha de tradutor foi Louise Belloc, mas ela recusou sua oferta por considerar o livro muito técnico. Darwin foi abordado pelo francês Pierre Talandier, mas Talandier não conseguiu encontrar uma editora para lidar com o livro. Royer estava familiarizada com as obras de Jean-Baptiste Lamarck e Thomas Malthus e percebeu o significado do trabalho de Darwin. Ela também foi provavelmente ajudada por ter laços estreitos com um editor francês, Guillaumin. Sabe-se por uma carta datada de 10 de setembro de 1861 que Darwin pediu ao seu editor inglês Murray que enviasse uma cópia da terceira edição da Origem para "Mlle Clémence-Auguste Royer 2. Place de la Madeline Lausanne Suíça; como ela concordou com um editor para uma tradução francesa". René-Édouard Claparède, um naturalista suíço que lecionou na Universidade de Genebra e que revisou favoravelmente a Origem para a Revue Germanique, ofereceu-se para ajudá-la com os aspectos técnicos da biologia.
Royer foi além de seu papel de tradutora e incluiu um prefácio longo (60 páginas) e notas explicativas detalhadas. Em seu prefácio, ela desafiou a crença na revelação religiosa e discutiu a aplicação da seleção natural à raça humana, pois era o que ela via como as consequências negativas de proteger os fracos e os enfermos. Essas ideias eugênicas poderiam lhe atribuir notoriedade. O prefácio também promoveu seu conceito de evolução progressiva que tinha mais em comum com as ideias de Lamarck do que com as de Darwin. Em junho de 1862, logo após Darwin receber uma cópia da tradução que escreveu em uma carta ao botânico americano Asa Gray:

Recebi há dois ou três dias uma tradução francesa da Origem por uma Madelle. Royer, que deve ser uma das mulheres mais inteligentes e estranhas da Europa: é deísta ardente, odeia o cristianismo, e declara que a seleção natural e a luta pela vida explicarão toda moralidade, natureza do homem, política etc.!!!. Ela faz alguns sucessos muito curiosos e bons, e diz que publicará um livro sobre esses assuntos, e será uma produção estranha.

No entanto, Darwin parece ter tido dúvidas, pois um mês depois, em uma carta ao zoólogo francês Armand de Quatrefages, ele escreveu: ouvi falar dela, até que ela propôs traduzir meu livro." Ele estava descontente com as notas de rodapé de Royer e em uma carta ao botânico Joseph Hooker ele escreveu: "Quase em todos os lugares da Origem, quando expresso uma grande dúvida, ela anexa uma nota explicando a dificuldade ou dizendo que não há nenhuma! ! É realmente curioso saber que pessoas vaidosas existem no mundo..."

### Segunda e terceira edições
Para a segunda edição da tradução francesa publicada em 1866, Darwin sugeriu algumas alterações e corrigiu alguns erros. As palavras "des lois du progrès" (leis do progresso) foram removidas do título para seguir mais de perto o original em inglês. Royer havia originalmente traduzido "seleção natural" por "election naturelle", mas para a nova edição isso foi alterado para "selection naturelle " com uma nota de rodapé explicando que embora "election" fosse o equivalente francês da "seleção" inglesa, ela estava adotando a "sélection" incorreta para estar de acordo com o uso em outras publicações. Em seu artigo na Revue Germanique Claparède, usou a palavra "élection" com uma nota de rodapé explicando que o elemento de escolha transmitido pela palavra era infeliz, mas se ele tivesse usado "sélection", ele teria criado um neologismo. Na nova edição, Royer também amenizou suas declarações eugênicas no prefácio, mas acrescentou um prefácio defendendo os livres-pensadores e reclamando das críticas que recebeu da imprensa católica.
Royer publicou uma terceira edição sem entrar em contato com Darwin. Ela removeu seu prefácio, mas acrescentou um prefácio adicional no qual criticava diretamente a ideia de pangênese de Darwin introduzida em sua obra Variation of Animals and Plants under Domestication (1868). Ela também cometeu um grave erro ao não atualizar sua tradução para refletir as mudanças que Darwin havia incorporado nas 4.ª e 5.ª edições em inglês. Quando Darwin soube disso, escreveu ao editor francês Reinwald e ao naturalista Jean-Jaques Moulinié em Genebra, que havia traduzido Variaton, para providenciar uma nova tradução de sua 5.ª edição da Origem. Em novembro de 1869, Darwin escreveu a Hooker:

Devo me divertir e contar a vocês sobre Madame C. Royer que traduziu a Origem para o francês e para cuja 2.ª edição tive um trabalho infinito. Ela acaba de lançar uma 3.ª edição sem me informar para que todas as correções da 4.ª e 5.ª edições sejam perdidas. Além de seu prefácio enormemente longo e blasfemo à 1.ª edição, ela acrescentou um segundo prefácio abusando de mim como um batedor de carteiras para pangênese que, claro, não tem relação com a Origem. Seu motivo foi, acredito, porque não a empreguei para traduzir "animais domésticos". Então escrevi para Paris; & Reinwald concorda em lançar imediatamente uma nova tradução para a 5.ª edição em inglês em competição com sua 3.ª edição — Então não devo servi-la bem? A propósito, esse fato mostra que a "evolução das espécies" deve finalmente estar se espalhando na França.

Apesar das dúvidas de Darwin, ele escreveu a Moulinié sugerindo que ele deveria estudar cuidadosamente a tradução de Royer. A publicação da nova edição foi atrasada pela guerra franco-prussiana, a Comuna de Paris e pela morte em 1872 de Moulinié. Quando a nova tradução francesa finalmente apareceu em 1873, incluía um apêndice descrevendo as adições feitas à sexta edição inglesa que havia sido publicada no ano anterior.

## Itália, Duprat e maternidade

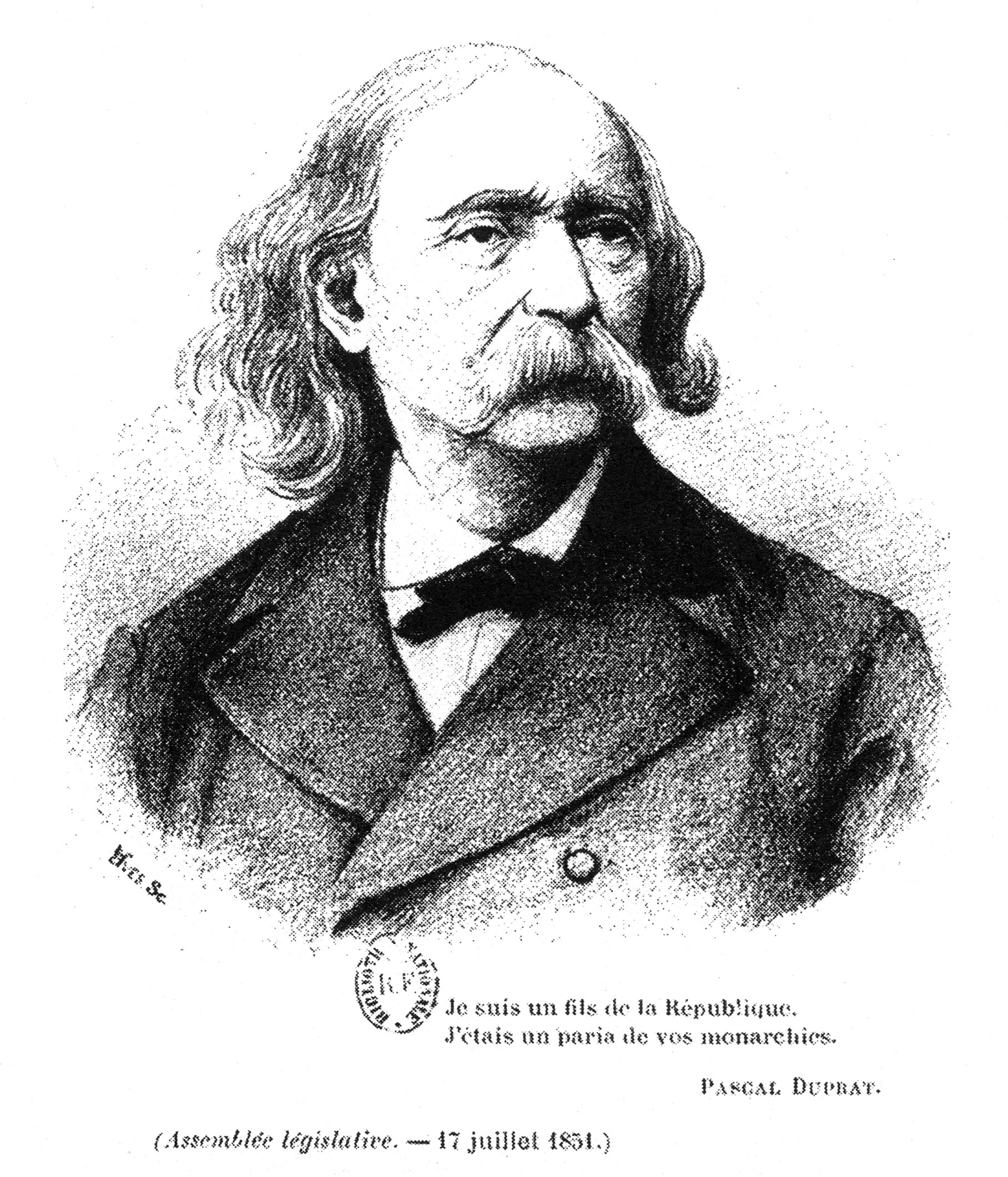
Retrato de Pascal Duprat (1815-1885) registrado em 1880

A tradução de Royer em A Origem das Espécies levou ao reconhecimento público. Ela agora era muito requisitada para dar palestras sobre o darwinismo e passou o inverno de 1862-1863 dando palestras na Bélgica e no Países Baixos. Ela também trabalhou em seu único romance Les Jumeaux d'Hellas, uma longa história melodramática ambientada na Itália e na Suíça, que foi publicada em 1864 sem grande sucesso. Ela continuou a revisar livros e relatar reuniões de ciências sociais para o Journal des Économistes. Durante esse período, ela se encontrava regularmente com Duprat em vários encontros europeus.
Em agosto de 1865, Royer voltou de Lausanne para morar em Paris, enquanto Duprat, proscrito pelo Segundo Império Francês, se juntou a ela e dividiu secretamente seu apartamento. Três meses depois, em dezembro, eles foram morar juntos abertamente em Florença (então capital da Itália), onde seu único filho, René, nasceu em 12 de março de 1866. Com uma criança pequena para cuidar, ela não podia mais viajar facilmente, mas continuou a escrever, contribuindo para várias revistas acadêmicas, publicando uma série de três artigos sobre Jean-Baptiste Lamarck. Ela também trabalhou em um livro sobre a evolução da sociedade humana, L'origine de l'homme et des sociétés, publicado em 1870. Esse era um assunto que Darwin havia evitado em A Origem das Espécies, mas deveria abordar em A Descendência do Homem e Seleção em Relação ao Sexo, publicado um ano depois.
Nele, ela expressou sua opinião de que a luta pela existência era inevitável, não apenas entre espécies separadas, mas também entre indivíduos e grupos dentro da mesma espécie. Royer sentiu que isso era especialmente agudo nas chamadas sociedades "selvagens", contra a visão mais rosada de Jean-Jacques Rousseau. Ela argumentou que a biologia humana e a sociedade evoluíram desde aquela época progressivamente para estágios mais elevados. A desigualdade, ela sentiu que era inata devido à evolução diferente, com algumas raças definitivamente mais altas do que outras em habilidade como resultado. Ela argumentou que era perfeitamente correto que as raças superiores guerreassem e exterminassem as menores, a menos que estas tivessem alguma utilidade como trabalhadores. Embora ela admitisse que a mistura de raças poderia ser benéfica, Royer achava isso geralmente imoral. Dentro e entre as sociedades avançadas, embora Royer se opusesse à guerra, vendo a competição tomar uma forma mais pacífica, mas ela não entrou em detalhes sobre isso.
Royer defendia a liberdade máxima para auxiliar a seleção natural, já que então os indivíduos seriam livres para se adaptar e, assim, avançar a humanidade. Simultaneamente, porém, ela se opôs a esquemas igualitários de qualquer tipo, juntamente com caridade ou bem-estar que manteria os "inaptos" vivos. No entanto, apesar de suas visões serem geralmente anti-igualitárias, Royer sustentou que não havia base biológica do patriarcado, vendo a posição subordinada das mulheres como apenas uma aberração da igualdade original entre os gêneros que ela acreditava ter prevalecido. Uma sociedade que negasse totalmente a participação das mulheres, segundo Royer, ficaria atrás de outras que a permitissem e, portanto, iria contra seus próprios interesses. Ela também apoiou visões antirreligiosas e anticlericais, argumentando que a religião (particularmente o cristianismo) sufocou esse progresso. Ela foi caracterizada como uma das primeiras líderes darwinistas sociais na Europa devido a essas visões, que Royer chamou de "semiótica da natureza".
No final de 1868, Duprat deixou Florença para escrever sobre a revolução espanhola para a revista acadêmica Journal des Économistes. Em 1869, com o relaxamento do clima político no final da Segunda República, Royer retornou a Paris com seu filho. A mudança permitiria que sua mãe ajudasse a criar seu filho.

## Paris e aSociété d'Anthropologie
Embora Darwin tivesse retirado sua autorização para a tradução de seu livro por Royer, ela continuou a defender suas ideias e, ao chegar a Paris, voltou a dar palestras públicas sobre evolução. As ideias de Darwin tiveram muito pouco impacto nos cientistas franceses e poucas publicações mencionaram seu trabalho. Uma opinião comumente expressa era que não havia prova da evolução e Darwin não havia oferecido nenhuma nova evidência. Em 1870, Royer se tornou a primeira mulher na França eleita para uma sociedade científica, quando foi eleita para a prestigiosa Société d'Anthropologie de Paris, fundada e liderada por Paul Broca, cujos membros incluíam muitos antropólogos franceses importantes. Embora a sociedade incluísse republicanos de pensamento livre, como Charles Jean-Marie Letourneau e o antropólogo Gabriel de Mortillet, Royer foi indicada como membro pelo conservador Armand de Quatrefages e pelo médico Jules Gavarret. Ela permaneceu a única mulher membro para os próximos quinze anos. Ela se tornou um membro ativo da sociedade e participou de discussões sobre uma ampla gama de assuntos. Ela também submeteu artigos ao jornal da sociedade, o Bulletin de la Société d'Anthropologie de Paris.
A partir dos relatórios de discussões publicados pela sociedade, parece que a maioria dos membros aceitaram que a evolução havia ocorrido. No entanto, as discussões raramente mencionavam a contribuição mais original de Darwin, seu mecanismo proposto de seleção natural; as ideias de Darwin foram consideradas como uma extensão das de Lamarck. Em contrapartida, mesmo que a possibilidade de que a evolução tenha ocorrido raramente, foi mencionada nas discussões de outras sociedades eruditas como a Société Botanique, a Société Zoologique, a Société Géologique e a Académie des Sciences.
Royer estava sempre pronta para desafiar a ortodoxia atual e em 1883 publicou um artigo em La Philosophie Positive questionando a lei da gravitação universal de Newton e criticando o conceito de "ação à distância". Os editores da revista incluíram uma nota de rodapé distanciando-se de suas ideias.
Duprat morreu repentinamente em 1885, aos 70 anos, e sob a lei francesa, nem Royer nem seu filho tinham qualquer direito legal sobre sua propriedade. Royer tinha muito pouca renda e tinha um filho que estudava na École Polytechnique. Suas contribuições para revistas acadêmicas relevantes, como o Bulletin de la Société d'Anthropologie de Paris e o Journal des Économistes, não trouxeram nenhuma receita. Ela se viu em uma situação financeira difícil e solicitou ao Ministère de l'Instruction Publique uma pensão regular, mas em vez disso recebeu uma pequena quantia. Ela foi, portanto, obrigada a reaplicar a cada ano.
A Société d'Anthropologie organizou uma série de palestras públicas anuais. Em 1887, como parte desta série, Royer deu duas palestras intituladas L'Évolution mentale dans la série organique. Ela já sofria de problemas de saúde e depois dessas palestras raramente participava dos assuntos da sociedade.
Em 1891, mudou-se para a Maison Galignani, uma casa de repouso em Neuilly-sur-Seine que havia sido estabelecida com uma doação do testamento do editor William Galignani. Ela permaneceu lá até sua morte em 1902.

## Feminismo eLa Fronde
Royer participou do primeiro Congresso Internacional sobre os Direitos da Mulher em 1878, mas não falou. Para o Congresso de 1889 foi convidada por Maria Deraismes, para presidir a seção histórica. Em seu discurso, ela argumentou que a introdução imediata do sufrágio feminino provavelmente levaria a um aumento no poder da igreja e que a primeira prioridade deveria ser estabelecer a educação secular para as mulheres. Visões elitistas semelhantes foram mantidas por muitas feministas francesas na época que temiam um retorno à monarquia com seus fortes vínculos com a conservadora Igreja Católica Romana.
Quando, em 1897, Marguerite Durand lançou o periódico feminista La Fronde, Royer tornou-se correspondente regular, escrevendo artigos sobre temas científicos e sociais. No mesmo ano, seus colegas que trabalhavam no jornal organizaram um banquete em sua homenagem e convidaram vários cientistas eminentes.
Seu livro sobre cosmologia e a estrutura da matéria, intitulado La Constitution du Monde, foi publicado em 1900. Nele, ela criticou os cientistas por sua especialização excessiva e questionou as teorias científicas aceitas. O livro não foi bem recebido pela comunidade científica e uma crítica particularmente pouco elogiosa na revista Science sugeriu que suas idéias "... mostram em todos os pontos uma lamentável falta de treinamento e espírito científicos". No mesmo ano em que seu livro foi publicado, ela foi premiada com a Ordem Nacional da Legião de Honra.
Royer morreu em 1902 na Maison Galignani, em Neuilly-sur-Seine. Seu filho, René, morreu de insuficiência hepática seis meses depois na Indochina Francesa.